# آلبرت کالینز (بازیکن فوتبال)
آلبرت کالینز (انگلیسی: Albert Collins؛ 16 january 1899 – ۱ دسامبر ۱۹۶۹) بازیکن فوتبال اهل بریتانیا بود.
از باشگاه‌هایی که در آن بازی کرده‌است می‌توان به باشگاه فوتبال گیلینگام، باشگاه فوتبال میلوال، و باشگاه فوتبال تانبریج ولز اشاره کرد.